# Deutsche Sprache in Togo

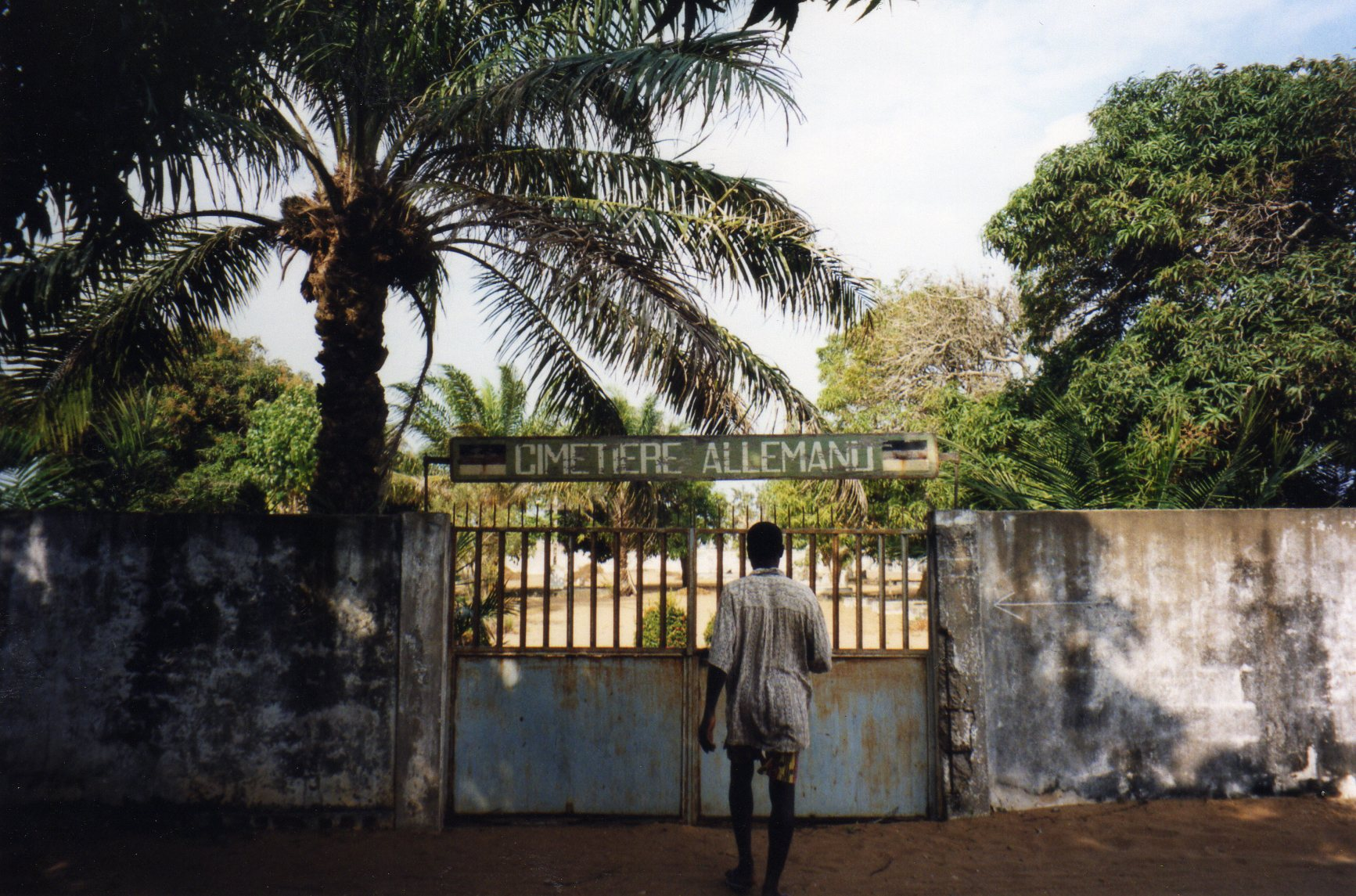
Deutscher Friedhof in Aného

Die Deutsche Sprache in Togo wird heute als Fremdsprache gelehrt.
Togo ist ein multilinguales Land. Amtssprache ist Französisch. Nationalsprachen sind Ewe und Kabiyé. In Togo sprechen etwa 100.000 Menschen Deutsch als Fremdsprache.

## Spuren der Kolonialzeit
Einige Togoer tragen deutsche Nachnamen, wie z. B. den Namen Herzog, der in Lomé weit verbreitet ist.
Auch Ortschaften tragen noch deutsche Namen, so zum Beispiel Garbade in Wawa. In Togo sind Kolonialgebäude und Gegenstände aus der deutschen Kolonialzeit erhalten geblieben, wie beispielsweise die Herz-Jesu-Kathedralkirche zu Lomé.
Auf den deutschen Friedhöfen, die während der Kolonialzeit in Togo angelegt worden sind, lassen sich noch Inschriften auf den Gräbern erkennen. Die Eisenbahninfrastruktur des Landes stammt zu großen Teilen aus der deutschen Kolonialzeit.

## Togodeutsche
Mit der Eroberung Togos durch das Deutsche Reich wanderten auch Deutsche dorthin aus. Im Jahr 1900, 16 Jahre nach der Eroberung, lebten dort 102 Togodeutsche. Bis 1912 stieg die Zahl auf 312 Personen. Durch die sich in Togo ansiedelnden Kolonialisten gab es auch zunehmend Kinder mit togoisch-deutschen Elternteilen.

## Bildungswesen in Togo
Von 1887 bis in die Anfangsphase des Ersten Weltkriegs ist Deutsch in den staatlichen, evangelischen und katholischen Schulen in Togo gelehrt worden. Nach der Eroberung des Landes durch Frankreich wurde die deutsche Sprache bis circa 1960 verboten. Nachdem Togo 1960 die staatliche Unabhängigkeit erlangt hatte, wurde die deutsche Sprache als zweite Fremdsprache in den Schulen eingeführt. Im April 2014 wurden 67.000 Deutschlernende von 350 Lehrern unterrichtet. Im Jahre 2020 wurde Deutsch an 528 Schulen unterrichtet. Die Teilnahme am Deutschunterricht ist ab der Sekundarstufe II möglich und beträgt normalerweise 4 bis 6 Stunden in der Woche. 61.667 der togolesischen Schüler der Sekundarstufe II lernten 2020 Deutsch als Fremdsprache. An der Universität von Lomé wird Germanistik mit den Bereichen Landeskunde, Literatur und Sprachwissenschaften gelehrt.

## Deutschsprachige Vereine
Übersicht der deutschsprachigen Vereine und Institutionen in Togo:
- Goethe-Institut Lomé[6]
- DAAD – Deutscher Akademischer Austauschdienst[7]
- Seemannsheim Lomé[8]